# UFC 108
UFC 108: Evans vs. Silva foi um evento de artes marciais mistas promovido pelo Ultimate Fighting Championship, ocorrido em 2 de janeiro de 2010 no MGM Grand Garden Arena em Paradise, Nevada.

## Background
O UFC 108 foi extremamente prejudicado por lesões, que cancelaram diversas lutas como Anderson Silva vs. Vitor Belfort, Brock Lesnar vs. Shane Carwin, Antônio Rodrigo Nogueira vs. Cain Velasquez que foram adiadas.

## Bônus da Noite
Os lutadores receberam $50,000 de bônus.
- Luta da Noite:  Sam Stout vs.  Joe Lauzon
- Nocaute da Noite:  Paul Daley
- Finalização da Noite:  Cole Miller